# Tour Méditerranéen 1990
Il Tour Méditerranéen 1990, diciassettesima edizione della corsa, si svolse dal 14 al 19 febbraio 1990 su un percorso di 882 km ripartiti in 6 tappe (la quarta suddivisa in due semitappe). Fu vinta dal francese Gérard Rué della Castorama davanti allo svizzero Tony Rominger e al russo Viatcheslav Ekimov.

## Tappe
| Tappa  | Data        | Percorso                            | km  | Vincitore di tappa | Leader cl. generale |
| ------ | ----------- | ----------------------------------- | --- | ------------------ | ------------------- |
| 1ª     | 14 febbraio | Le Barcarès > Béziers               | 176 | Carlo Bomans       | Carlo Bomans        |
| 2ª     | 15 febbraio | Narbonne > Nîmes                    | 167 | Ronan Pensec       | Ronan Pensec        |
| 3ª     | 16 febbraio | Nîmes > Marignane                   | 121 | Étienne De Wilde   | Ronan Pensec        |
| 4ª-1ª  | 17 febbraio | Vitrolles > Mont Faron              | 113 | Tony Rominger      | Tony Rominger       |
| 4ª-2ª  | 17 febbraio | Hyères > Hyères (cron. individuale) | 18  | Viatcheslav Ekimov | Gérard Rué          |
| 5ª     | 18 febbraio | La Seyne-sur-Mer > Marsiglia        | 115 | Thomas Dürst       | Gérard Rué          |
| 6ª     | 19 febbraio | Saint-Cyr-sur-Menthon > Antibes     | 172 | Carlo Bomans       | Gérard Rué          |
| Totale | Totale      | Totale                              | 882 |                    |                     |

## Dettagli delle tappe

### 1ª tappa
- 14 febbraio: Le Barcarès > Béziers – 176 km

| Pos. | Corridore         | Squadra      | Tempo    |
| ---- | ----------------- | ------------ | -------- |
| 1    | Carlo Bomans      | Weinmann     | 4h46'20" |
| 2    | Étienne De Wilde  | Histor-Sigma | s.t.     |
| 3    | Eric Vanderaerden | Buckler      | s.t.     |

| Pos. | Corridore    | Squadra  | Tempo |
| ---- | ------------ | -------- | ----- |
| 1    | Carlo Bomans | Weinmann |       |

### 2ª tappa
- 15 febbraio: Narbonne > Nîmes – 167 km

| Pos. | Corridore        | Squadra      | Tempo    |
| ---- | ---------------- | ------------ | -------- |
| 1    | Ronan Pensec     | Z            | 3h36'22" |
| 2    | Paul Haghedooren | Histor-Sigma | s.t.     |
| 3    | Michel Vermote   | R.M.O.       | a 17"    |

| Pos. | Corridore    | Squadra | Tempo |
| ---- | ------------ | ------- | ----- |
| 1    | Ronan Pensec | Z       |       |

### 3ª tappa
- 16 febbraio: Nîmes > Marignane – 121 km

| Pos. | Corridore        | Squadra      | Tempo    |
| ---- | ---------------- | ------------ | -------- |
| 1    | Étienne De Wilde | Histor-Sigma | 2h30'56" |
| 2    | Ronan Pensec     | Z            | s.t.     |
| 3    | Francis Moreau   | Histor-Sigma | s.t.     |

| Pos. | Corridore    | Squadra | Tempo |
| ---- | ------------ | ------- | ----- |
| 1    | Ronan Pensec | Z       |       |

### 4ª tappa - 1ª semitappa
- 17 febbraio: Vitrolles > Mont Faron – 113 km

| Pos. | Corridore      | Squadra      | Tempo    |
| ---- | -------------- | ------------ | -------- |
| 1    | Tony Rominger  | Chateau d'Ax | 3h00'16" |
| 2    | Josef Holzmann | Stuttgart    | a 34"    |
| 3    | Charly Mottet  | R.M.O.       | a 41"    |

| Pos. | Corridore     | Squadra      | Tempo |
| ---- | ------------- | ------------ | ----- |
| 1    | Tony Rominger | Chateau d'Ax |       |

### 4ª tappa - 2ª semitappa
- 17 febbraio: Hyères > Hyères (cron. individuale) – 18 km

| Pos. | Corridore          | Squadra   | Tempo  |
| ---- | ------------------ | --------- | ------ |
| 1    | Viatcheslav Ekimov | Panasonic | 24'48" |
| 2    | Gérard Rué         | Castorama | a 1"   |
| 3    | Eric Vanderaerden  | Buckler   | s.t.   |

| Pos. | Corridore  | Squadra   | Tempo |
| ---- | ---------- | --------- | ----- |
| 1    | Gérard Rué | Castorama |       |

### 5ª tappa
- 18 febbraio: La Seyne-sur-Mer > Marsiglia – 115 km

| Pos. | Corridore           | Squadra       | Tempo    |
| ---- | ------------------- | ------------- | -------- |
| 1    | Thomas Dürst        | Panasonic     | 2h27'42" |
| 2    | Arturo Geriz Moreno | Clas-Cajastur | a 2"     |
| 3    | Roberto Conti       | Ariostea      | a 8"     |

| Pos. | Corridore  | Squadra   | Tempo |
| ---- | ---------- | --------- | ----- |
| 1    | Gérard Rué | Castorama |       |

### 6ª tappa
- 19 febbraio: Saint-Cyr-sur-Menthon > Antibes – 172 km

| Pos. | Corridore       | Squadra       | Tempo    |
| ---- | --------------- | ------------- | -------- |
| 1    | Carlo Bomans    | Weinmann      | 4h13'22" |
| 2    | Stefano Zanatta | Chateau d'Ax  | s.t.     |
| 3    | Casimiro Moreda | Clas-Cajastur | s.t.     |

| Pos. | Corridore          | Squadra      | Tempo     |
| ---- | ------------------ | ------------ | --------- |
| 1    | Gérard Rué         | Castorama    | 21h01'50" |
| 2    | Tony Rominger      | Chateau d'Ax | a 11"     |
| 3    | Viatcheslav Ekimov | Panasonic    | a 14"     |

## Classifiche finali

### Classifica generale
| Pos. | Corridore           | Squadra              | Tempo     |
| ---- | ------------------- | -------------------- | --------- |
| 1    | Gérard Rué          | Castorama            | 21h01'50" |
| 2    | Tony Rominger       | Chateau d'Ax-Salotti | a 11"     |
| 3    | Viatcheslav Ekimov  | Panasonic-Sportlife  | a 14"     |
| 4    | Ronan Pensec        | Z                    | s.t.      |
| 5    | Charly Mottet       | R.M.O.               | a 18"     |
| 6    | Paul Haghedooren    | Histor-Sigma         | a 28"     |
| 7    | Jean-Claude Colotti | R.M.O.               | a 48"     |
| 8    | Brian Walton        | 7-Eleven-Hoonved     | a 1'16"   |
| 9    | Peter Winnen        | Buckler              | a 1'38"   |
| 10   | Udo Bölts           | Stuttgart            | a 1'39"   |